# Skandalforschung
Die Skandalforschung befasst sich mit Rücktritten, strafrechtlich relevanten Sachverhalten und internationalen Angelegenheiten, die Kritik von öffentlichen Institutionen und Empörung in der Bevölkerung hervorrufen. Die Fachrichtung kann zu den Medien- und Kommunikationswissenschaften zugeordnet werden. Der Untersuchungsgegenstand sind Skandale, ihre Entstehung und die dahinterstehenden Mechanismen. Eine bedeutende Funktion in diesem Prozess besitzen Leitmedien, welche rezipiert werden. Eine weitere Kommunikationsmöglichkeit sind Massenmedien, die für eine weitere Verbreitung von Inhalten sorgen. Die Forschung wertet die Berichterstattung aus und versucht, Erkenntnisse aus Krisen zu gewinnen. Für die Praxis können Schlussfolgerungen für die Beratung betroffener Personen oder Institutionen und die Öffentlichkeitsarbeit gezogen werden.